# Капитолий штата Небраска
Капито́лий шта́та Небра́ска (англ. Nebraska State Capitol) находится в городе Линкольн (англ. Lincoln) — столице штата Небраска. В нём проводит свои заседания легислатура Небраски, а также находятся офисы губернатора и лейтенант-губернатора штата. Современное здание Капитолия было построено в 1922—1932 годах по проекту архитектора Бертрама Гудхью (Bertram Goodhue).
Высота Капитолия составляет 121 м. Он является вторым по высоте из Капитолиев на территории США, вслед за Капитолием штата Луизиана (137 м), который был построен в 1929—1932 годах по схожему проекту.

## История
История Капитолиев Небраски начинается с образования Территории Небраска (Nebraska Territory) 30 мая 1854 года, столицей которой был город Омаха. Первым Капитолием территории было скромное двухэтажное кирпичное здание, а вторым — большое кирпичное здание, которое являлось примером архитектуры «федерального стиля».
1 марта 1867 года Небраска становится штатом США, а её столицей становится город Линкольн. Первый Капитолий штата Небраска в Линкольне был построен в 1867—1868 годах — двухэтажное здание с центральным куполом, при строительстве которого использовался местный известняк. Качество постройки оставляло желать лучшего, и вскоре это здание начало крошиться и осыпаться.
В результате было принято решение о строительстве второго Капитолия штата. В 1881 году было построено одно из крыльев нового здания, а полностью строительство было завершено в 1888 году. Как оказалось, у этого здания тоже были качественные изъяны, и вскоре оно начало проседать.
В 1915 году началось обсуждение необходимости строительства нового Капитолия штата, а в 1919 году законодательное собрание (легислатура) штата приняла законопроект о выделении средств для строительства третьего Капитолия штата.
В 1920 году на общенациональном конкурсе проектов нового Капитолия штата Небраска победил проект, представленный нью-йоркским архитектором Бертрамом Гудхью. Строительство Капитолия было разбито на четыре этапа и заняло 10 лет — с 1922 по 1932 год. Полная стоимость строительства составила чуть менее 10 миллионов долларов США.

## Архитектура
Дизайн Капитолия штата Небраска, основным элементом которого является 15-этажная офисная башня, увенчанная куполом, впервые отошёл от «стандартного» прототипа Капитолиев США. Основание Капитолия составляет трёхэтажное строение в виде квадрата (со сторонами около 133 м) с крестом внутри него, в результате чего образованы четыре внутренних дворика, а башня находится в центре этого «квадрата с крестом». В качестве основного материала для строительства использовался известняк из Индианы.
На вершине купола башни, на высоте 121 м, установлена 5.8-метровая бронзовая скульптура «Сеятель» («The Sower»). Как и многие другие скульптурные элементы Капитолия, она была создана скульптором Ли Лори (Lee Lawrie).

## Интересные факты
- Неофициальным названием Капитолия штата Небраска является The Tower of the Plains («Башня Равнин»)[8], отражая тот факт, что Небраска находится на Великих Равнинах. Кроме этого, среди местных жителей за Капитолием также закрепилось неформальное название The Penis of the Plains («Пенис Равнин»)[9][10].

- Небраска — единственный среди пятидесяти штатов США, который имеет однопалатный парламент. Это решение было принято в 1937 году (во время Великой депрессии) с целью сокращения расходов штата[11].

## Галерея

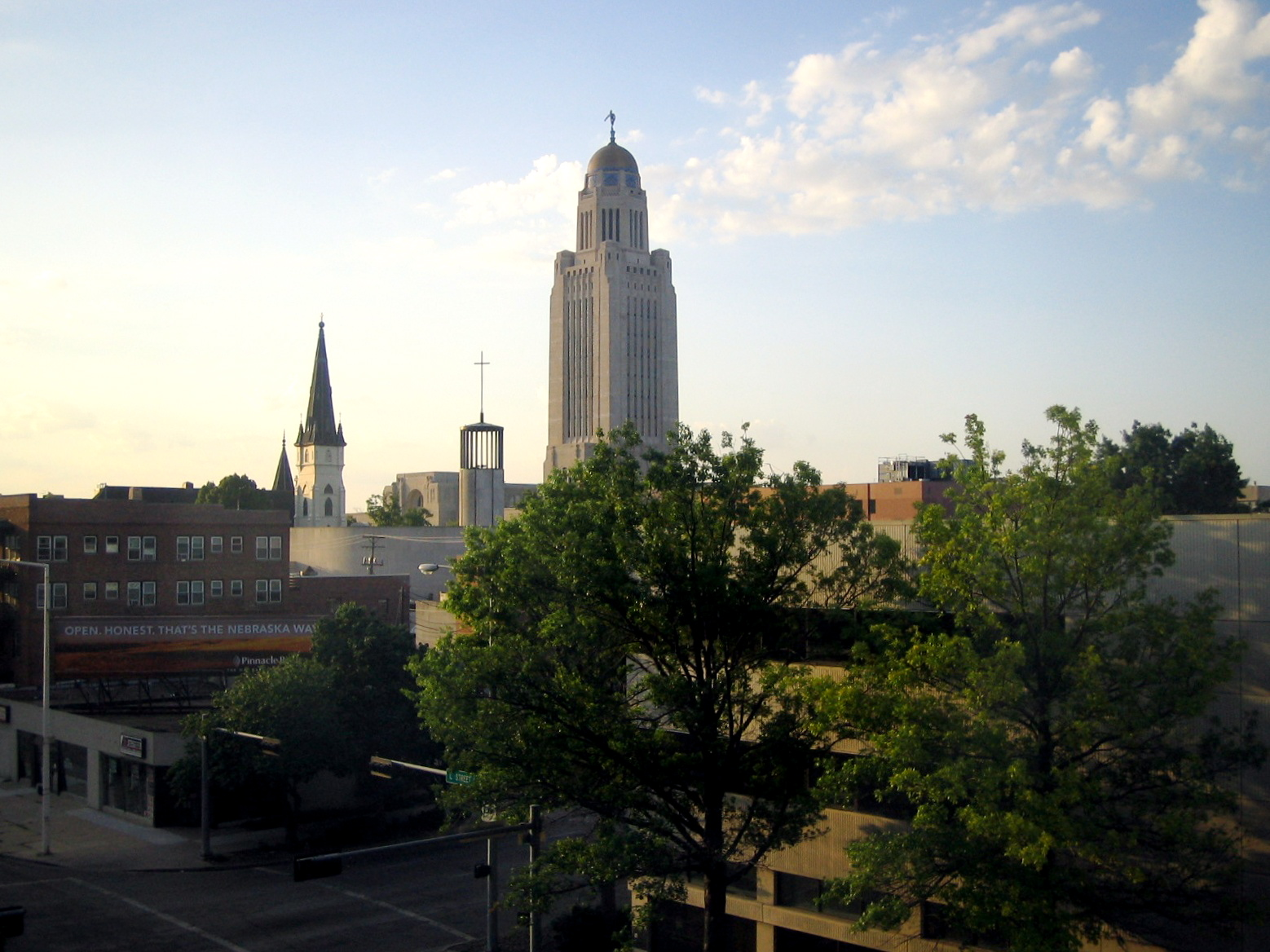
Вид на Капитолий штата Небраска в Линкольне
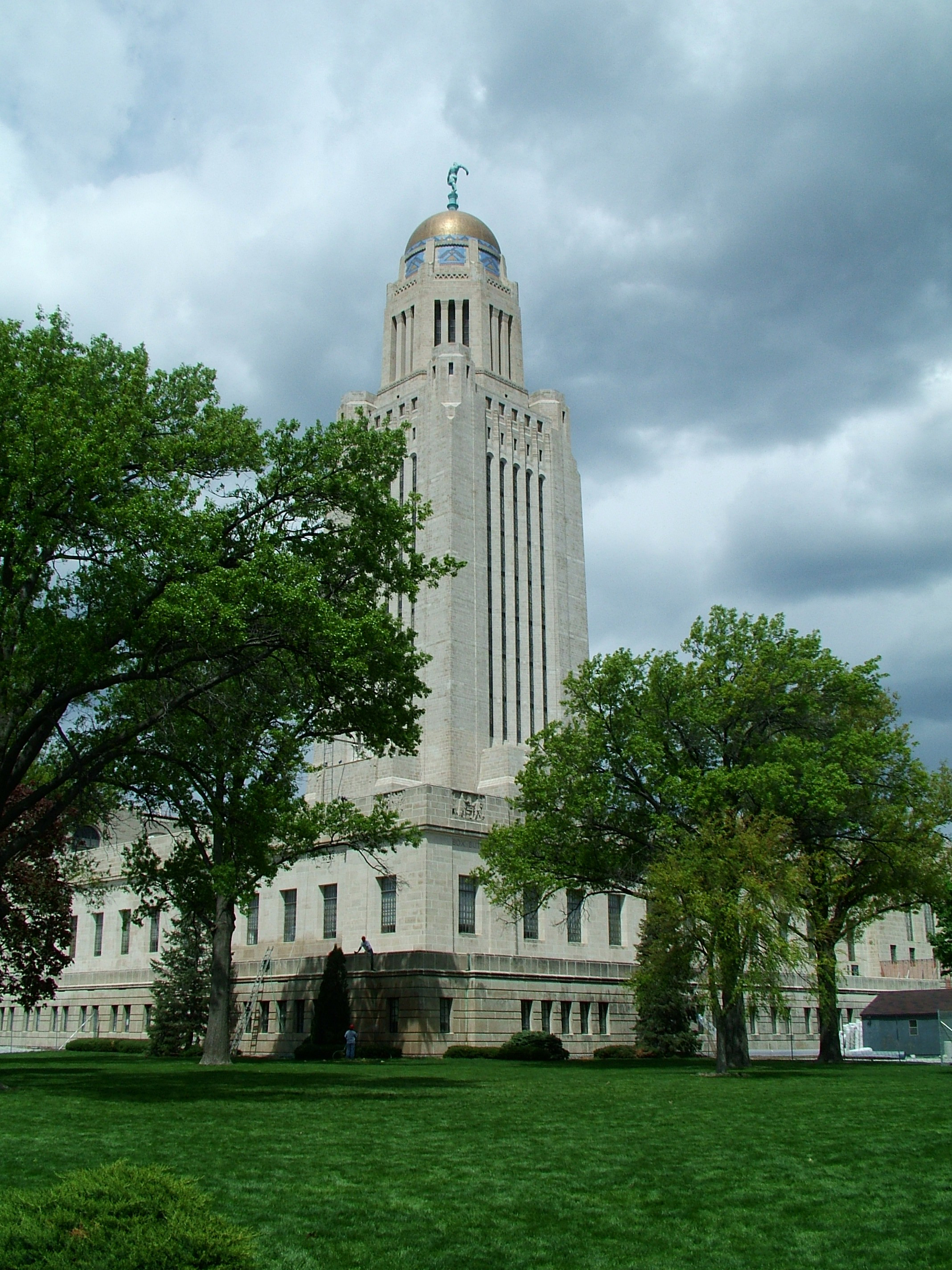
Капитолий штата Небраска
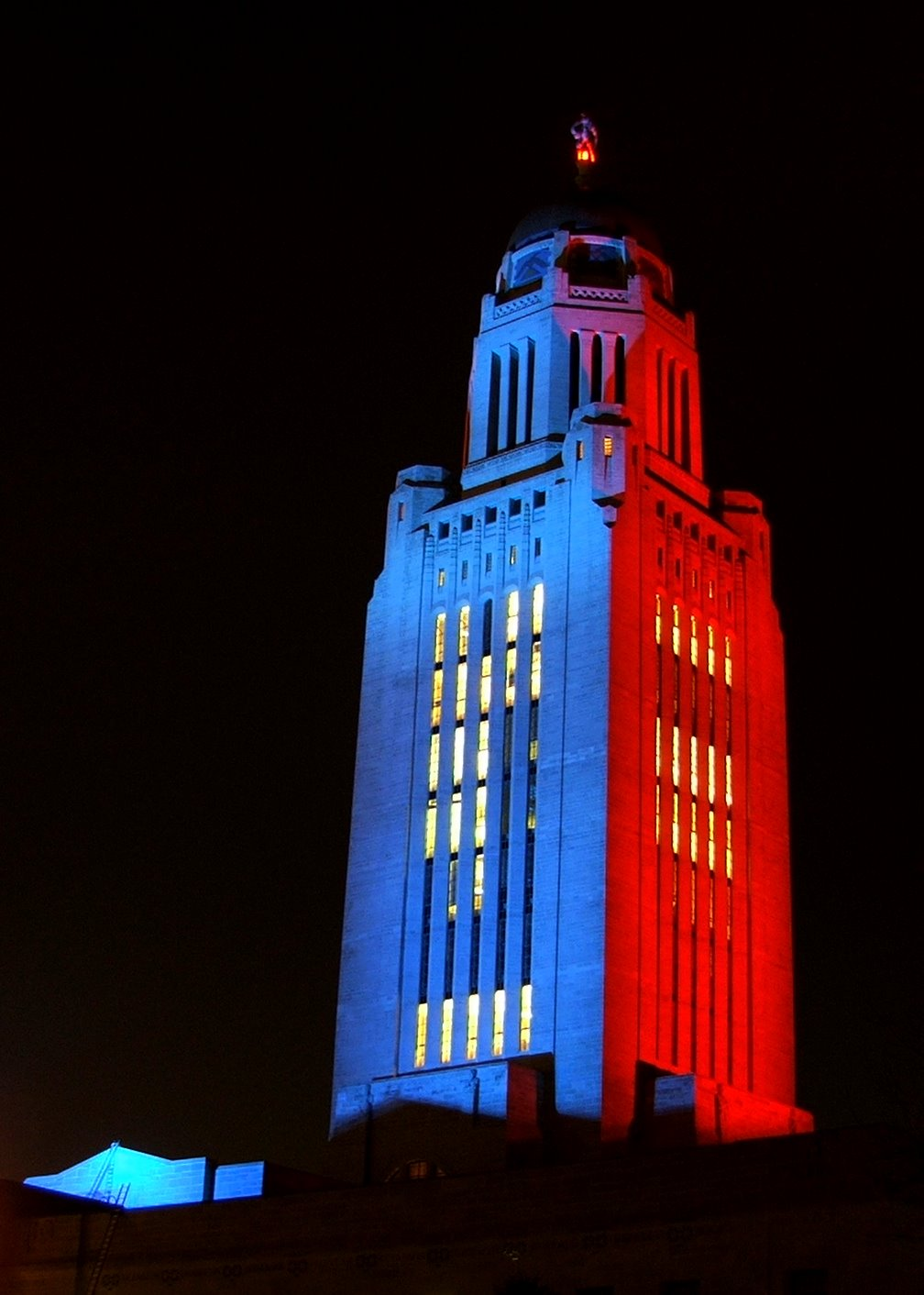
Капитолий при ночном красно-синем освещении
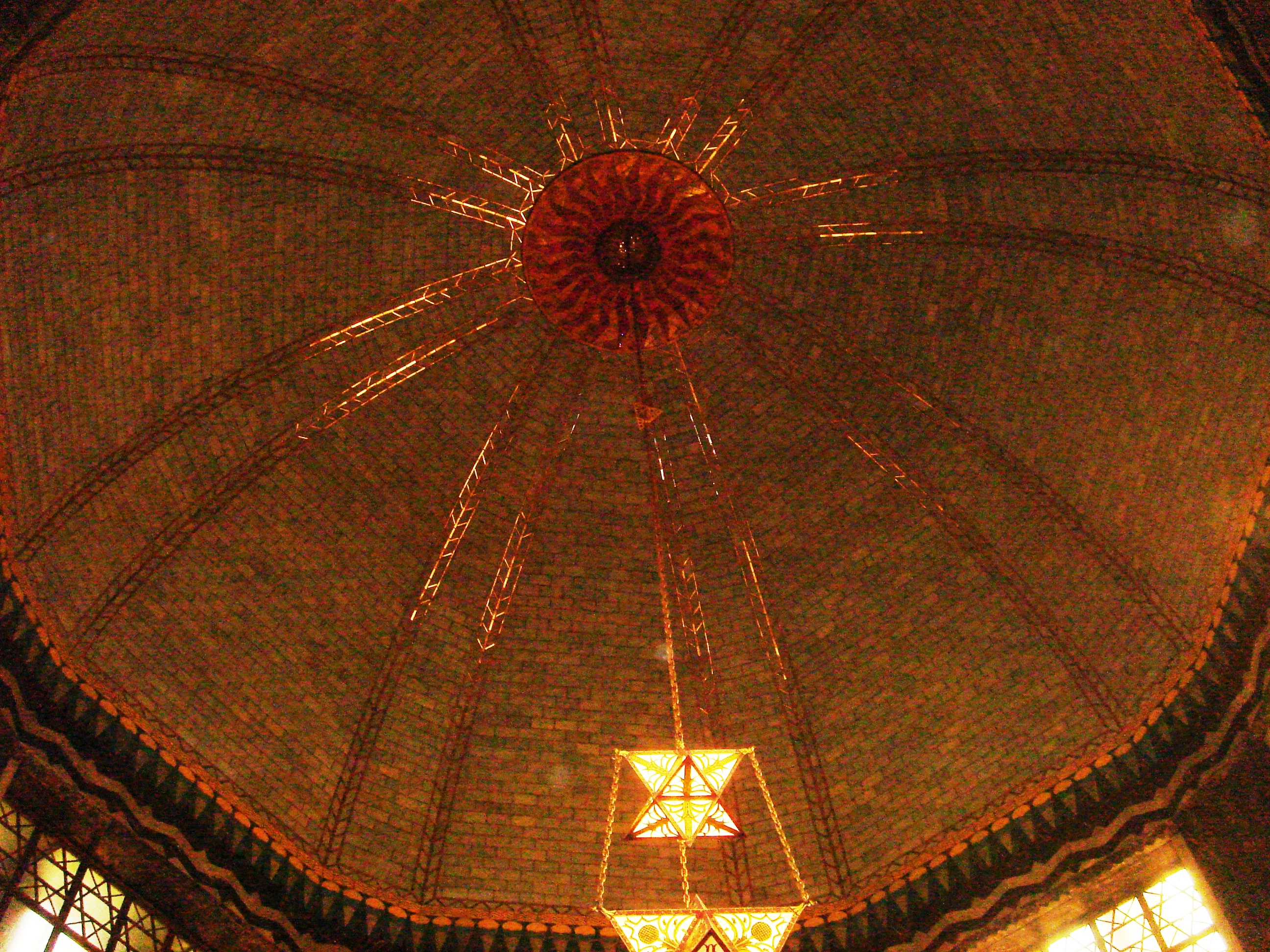
Внутренняя часть купола Капитолия
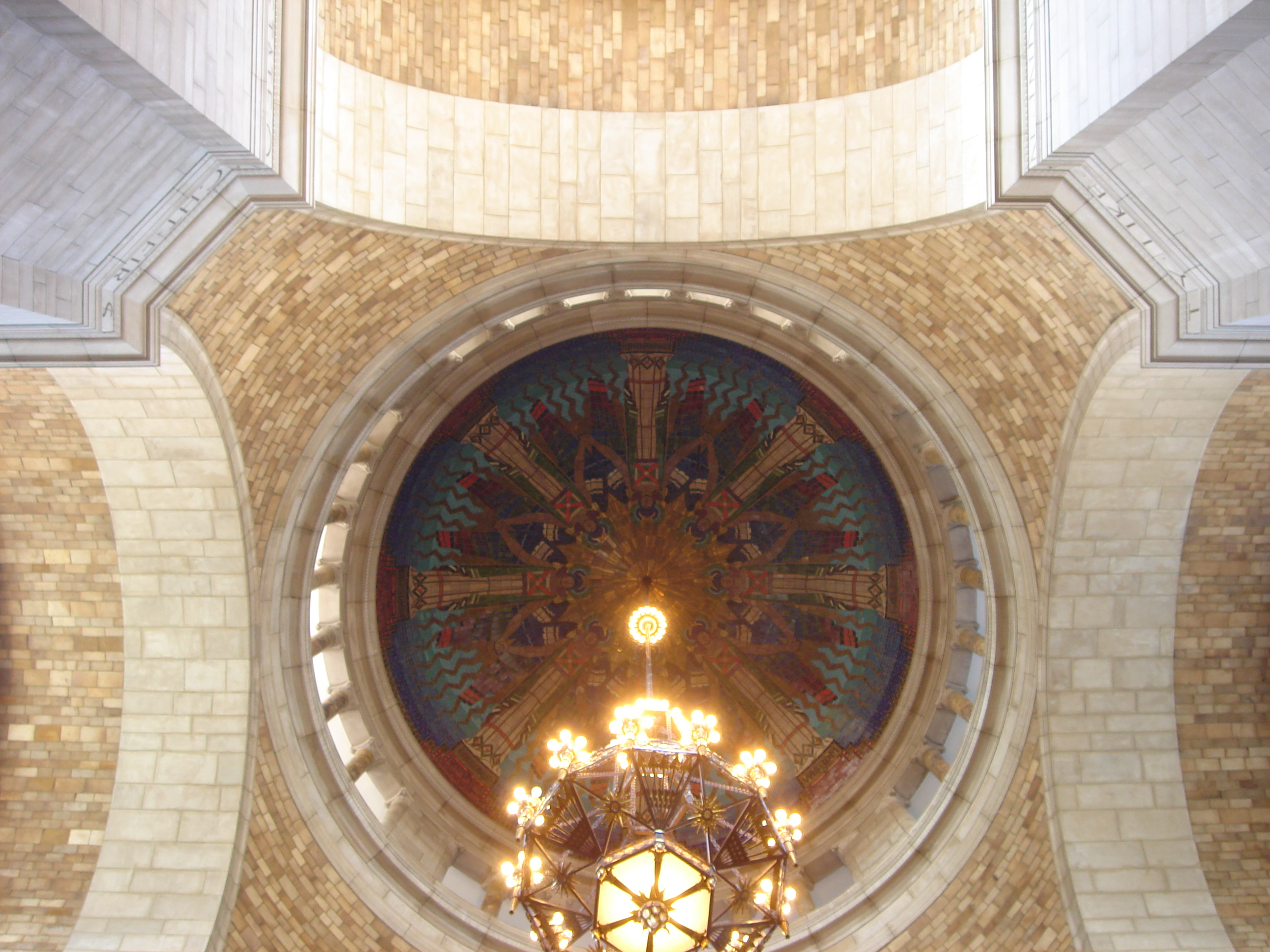
Вид снизу на ротонду Капитолия
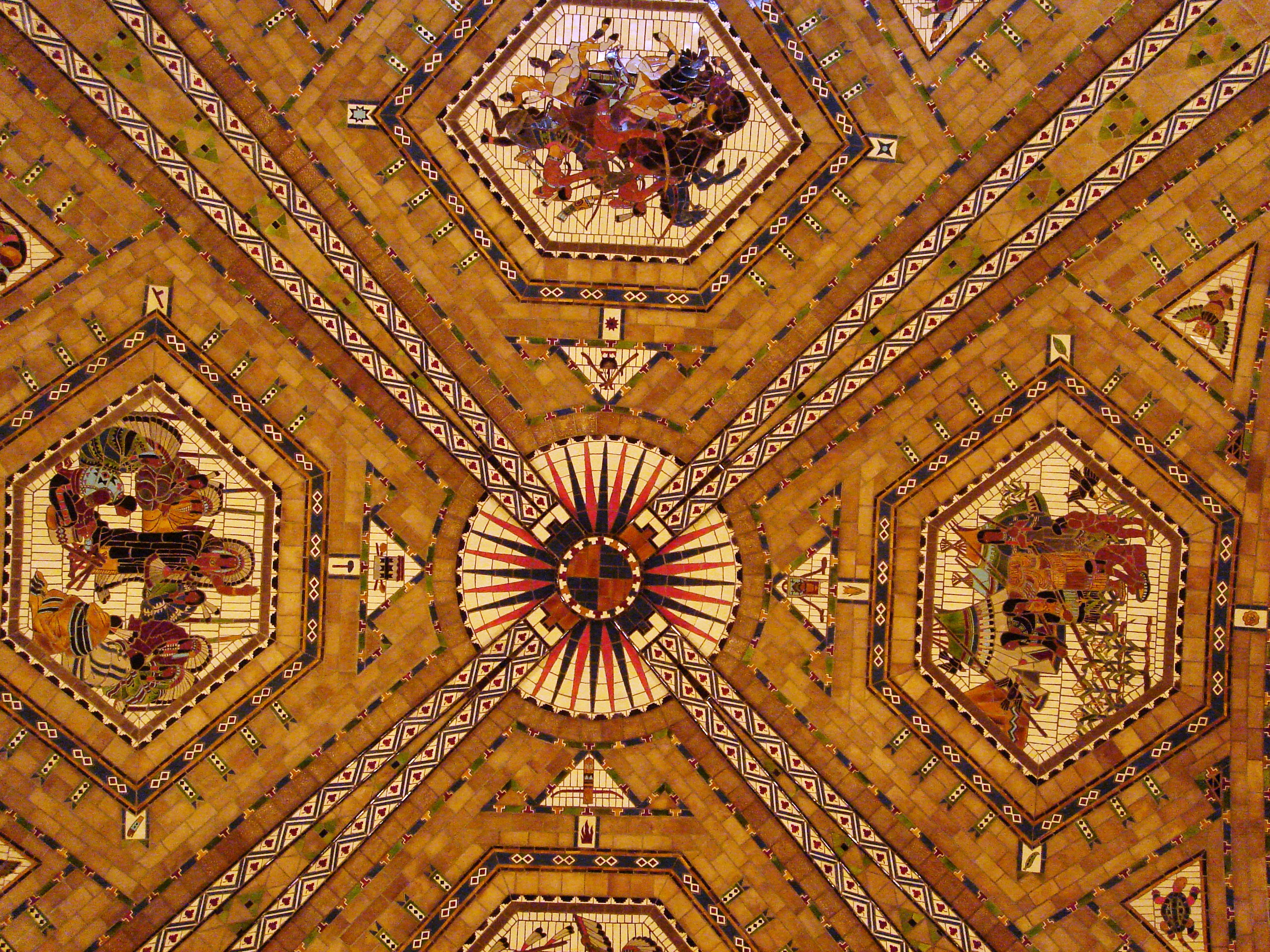
Потолок старой палаты заседаний Сената